# 그레고리 피투시
그레고리 피투시(프랑스어: Grégory Fitoussi, 1976년 8월 13일 ~ )는 프랑스의 배우이다.

## 성장 과정
그레고리 피투시는 파리에서 피에누아르 유대인 부모 사이에서 태어났다. 그의 부모는 파리에서 의류업체를 운영했으며, 어머니가 운영 및 아버지는 디스플레이를 디자인했다.